# Edmond Martène
Edmond Martène   (Saint-Jean-de-Losne, 22 de desembre de 1654 - Saint-Germain-des-Prés, 20 de juny de 1739) fou un religiós benedictí i historiador francès.
Admès als 18 anys a l'Abadia de Saint-Remi de Reims, pertanyent a la Congregació de Sant Maur de l'Orde de Sant Benet, aviat fou traslladat a la de Saint-Germain-des-Prés, prop de París, on coincidí amb erudits com Luc d'Achery, Jean Mabillon, Claude Martin o Denis de Sainte-Marthe. Deixà escrites diverses obres sobre litúrgia i història eclesiàstica.

## Obres

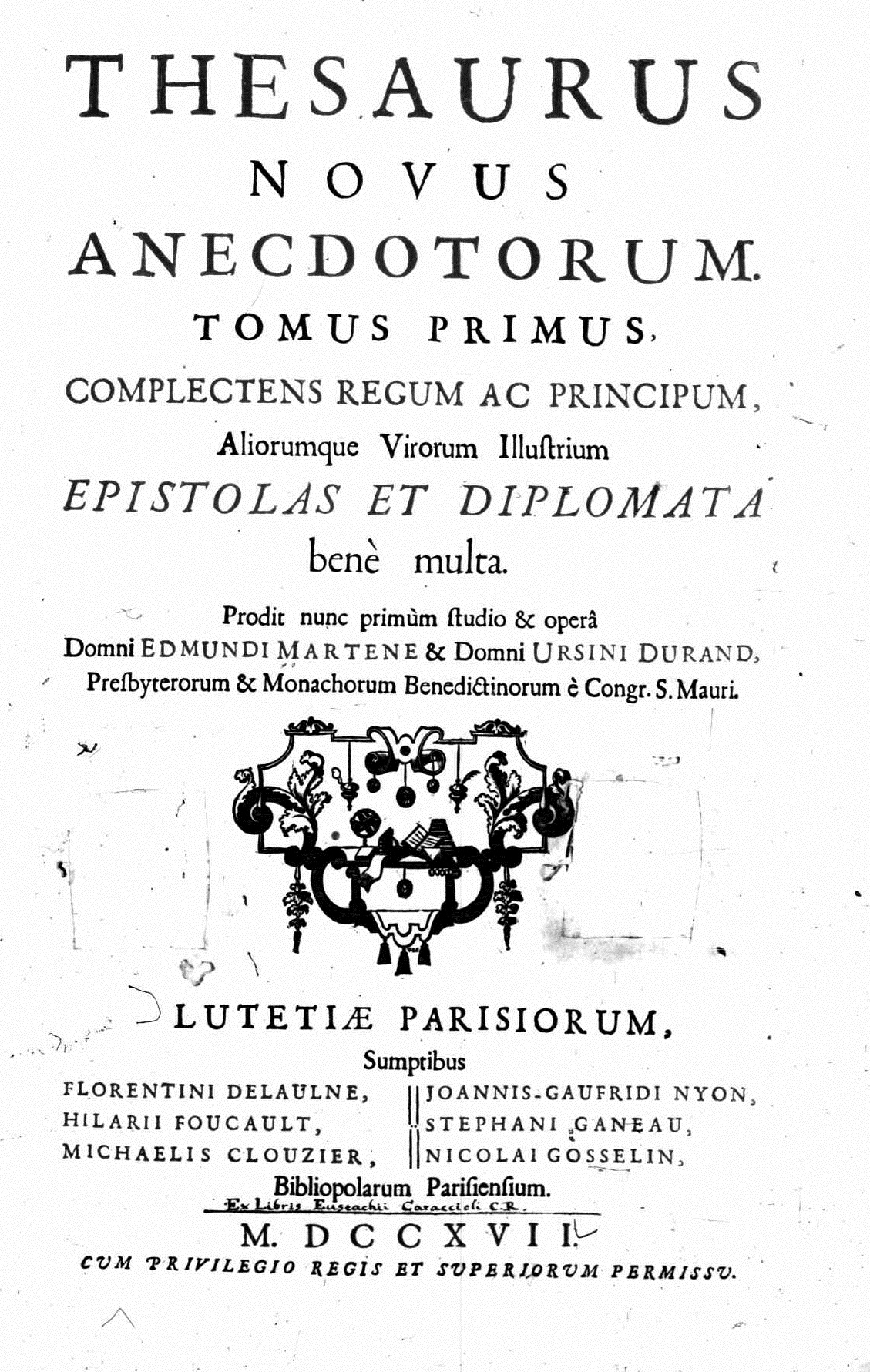
Thesaurus novus anecdotorum, 1717

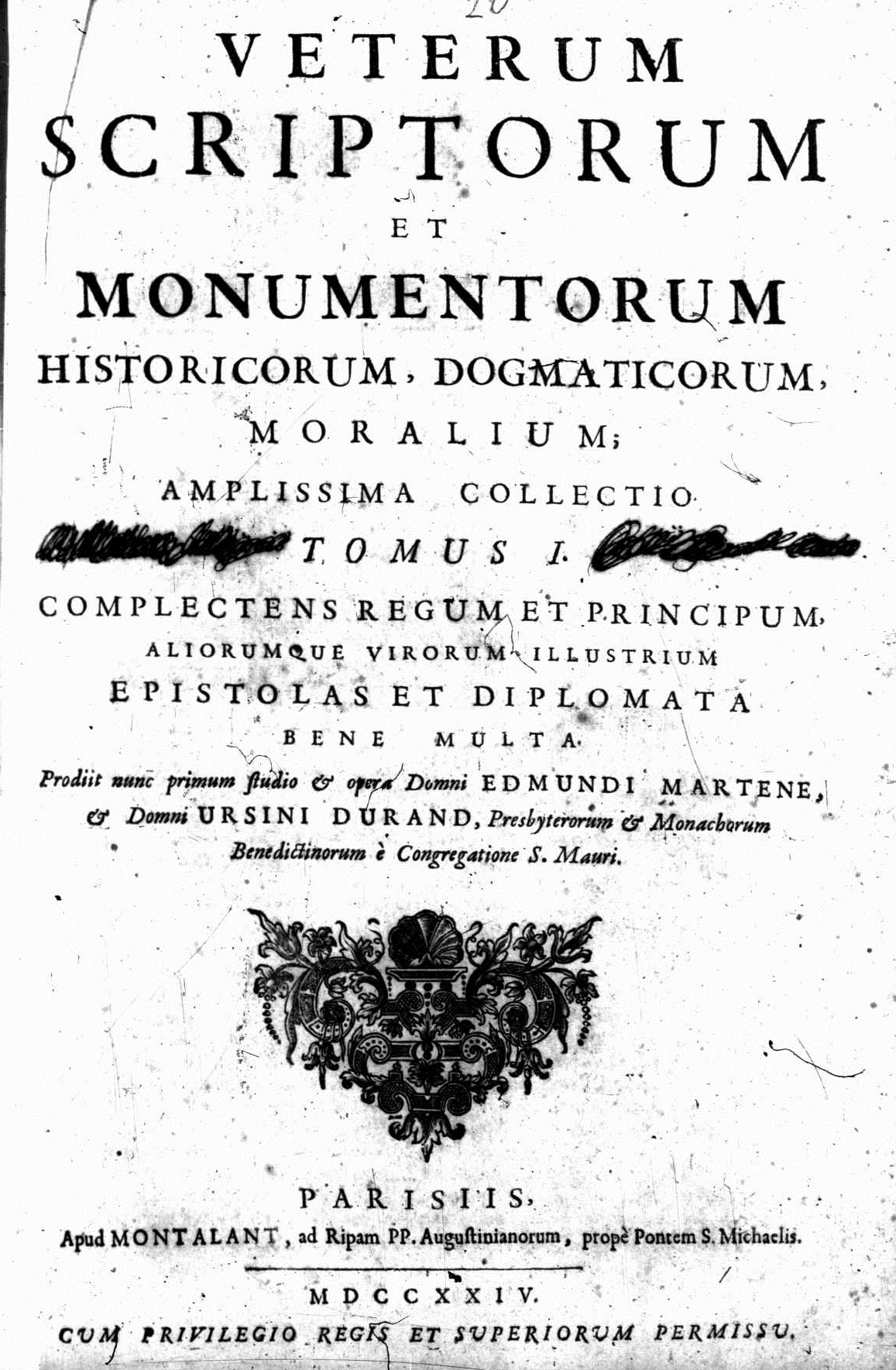
Veterum scriptorum et monumentorum historicorum, dogmaticorum, moralium amplissima collectio, 1724

- Commentarius in regulam S. P. Benedicti (Paris, 1690), comentaris a la regla de Sant Benet
- De antiquis monachorum ritibus libri quinque collecti ex variis ordinariis (Lió, 1690), sobre la litúrgia monàstica
- La vie du vénérable Claude Martin (Tours, 1697), biografia del seu correligionari Claude Martin, mort l'any anterior, publicar-la sense permís de la congregació motivà el trasllat de Martène a Évron
- Veterum scriptorum et monumentorum moralium, historicorum, dogmaticorum ad res ecclesiasticas monasticas et politicas illustrandas collectio (Ruan, 1700), suplement del Spicilegium de Luc d'Achéry
- De antiquis ecclesiæ ritibus (3 vols., Ruan, 1700-1702), sobre la litúrgia eclesiàstica; redactada a l'abadia de Saint Ouen durant la seva col·laboració amb Denis de Sainte-Marthe en l'edició que ell feu de les obres de Gregori Magne
- Tractatus de antiqua ecclesiæ disciplina in divinis officiis celebrandis (Lió, 1706), continuació de l'anterior
- Thesaurus novus anecdotorum (5 vols., París, 1717), recopilació documental que Martène i Ursin Durand feren durant sis anys en arxius de França i Bèlgica per a la Gallia christiana de Sainte-Marthe
- Veterum scriptorum et monumentorum ecclesiasticorum et dogmaticorum amplissima collectio (9 vols., París, 1724-33), continuació de l'anterior
- De antiquis ecclesiæ ritibus editio secunda (4 vols., Amberes, 1736-1738), reedició de la seva obra de 1700
- Annales Ordinis S. Benedicti tomus sextus (París, 1739), volum VI dels Annals benedictins de Mabillon
- Histoire de l'abbaye de Marmoutier (manuscrit, publicat per Ulysse Chevalier el 1874), història de l'abadia de Marmoutier.